# Sigaus childi
Sigaus childi är en insektsart som beskrevs av Jamieson, C. 1999. Sigaus childi ingår i släktet Sigaus och familjen gräshoppor. Inga underarter finns listade i Catalogue of Life.

## Bildgalleri

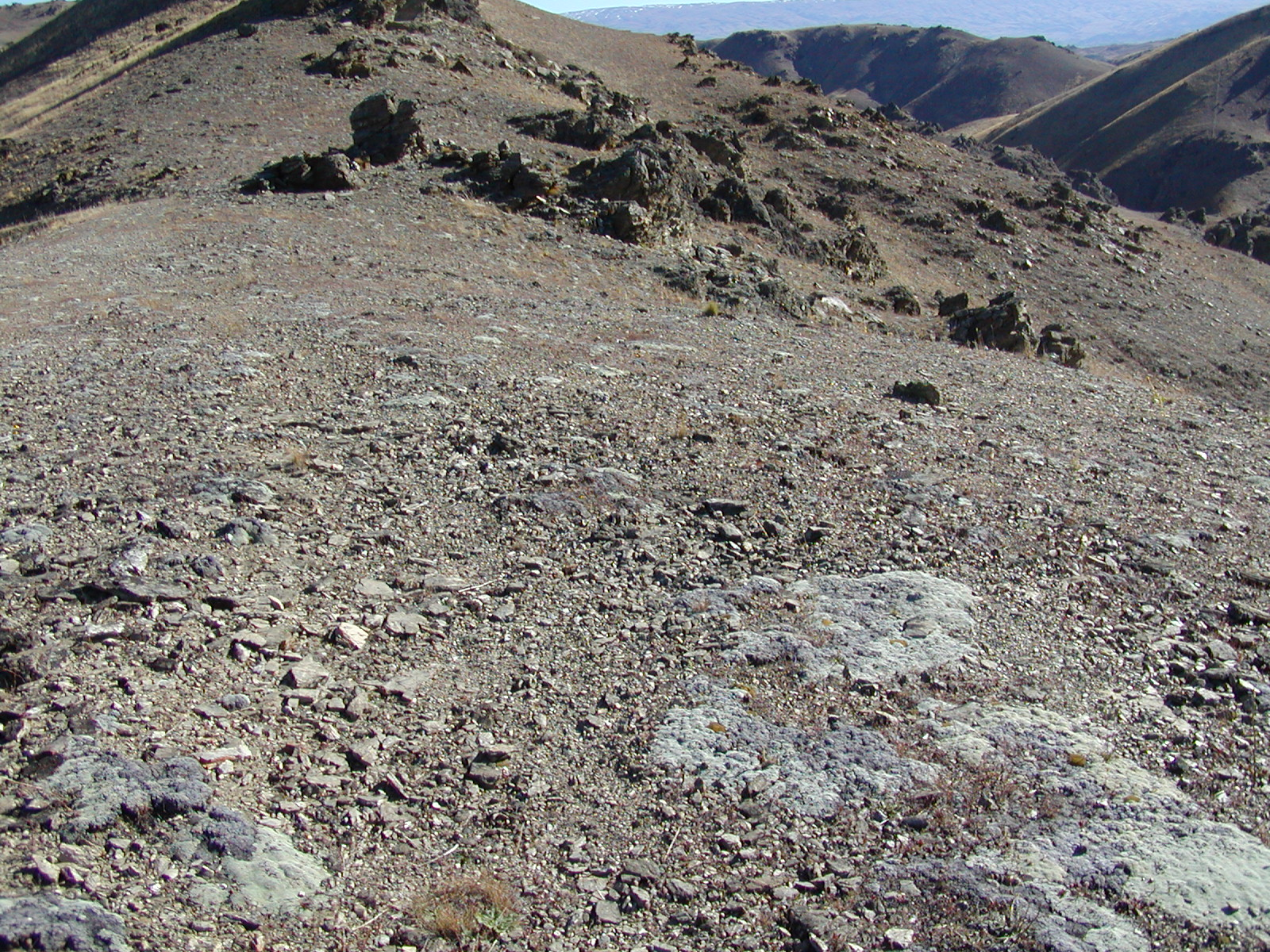
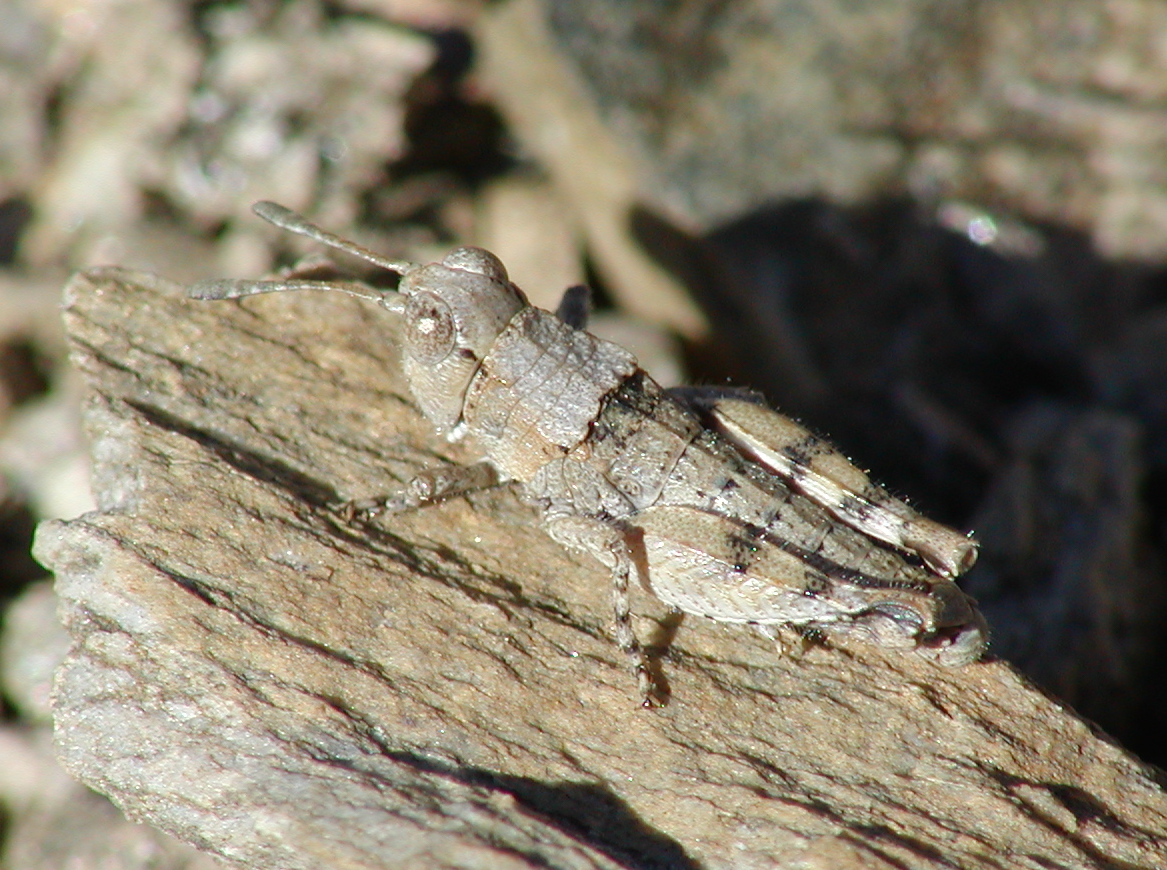
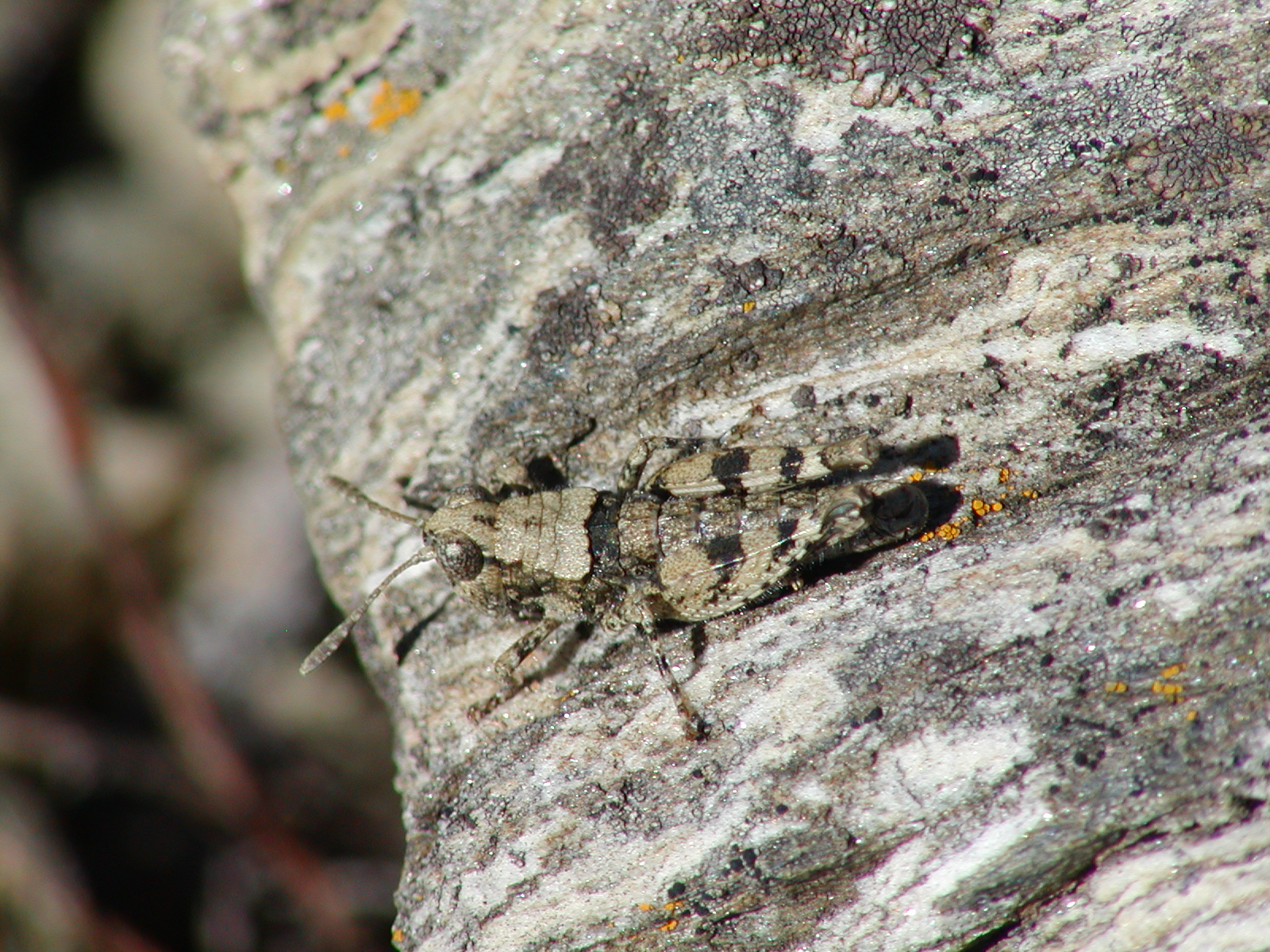